# Megalòcnids
Els megalòcnids (Megalocnidae) són una família extinta de mamífers de l'ordre dels pilosos que visqueren a Sud-amèrica des del Miocè inferior fins al Plistocè superior, fa entre 11.700 anys i 23 milions d'anys. Se n'han trobat restes fòssils a Cuba, Haití, Puerto Rico i la República Dominicana. Havien estat classificats com a subfamília dels megaloníquids, però un estudi de seqüenciació de l'ADN mitocondrial i el col·lagen publicat el 2019 els situà com el primer grup a divergir de la resta de peresosos o com un exogrup respecte als megaterioïdeus. Presentaven una variació considerable pel que fa a la mida i l'estil de vida; per exemple, Megalocnus era un animal terrestre que segurament pesava diverses tones, mentre que Neocnus probablement era arborícola i de dimensions comparables a la dels seus parents vivents, amb un pes inferior a 10 kg.